# Lotyšské euromince

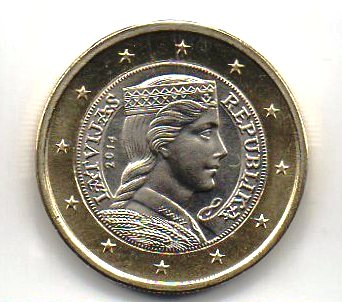
Lotyšská 1€ mince

Lotyšské euromince jsou v oběhu. Lotyšsko přijalo eura 1. ledna 2014. Lotyšsko je členem Evropské unie od 1. května 2004 a také je členem Evropské měnové unie, vstoupilo do eurozóny, a proto už nepoužívá svou národní měnu – lotyšský lat. Tuto měnu používalo Lotyšsko v letech 1993–2013.
Motiv na rubové straně byl poprvé publikován v červenci 2006 na webových stránkách Lotyšské banky. Na minci 2 eura měl být původně Pomník svobody v Rize, který byl převzat z mince 5 latů. Na minci 1 euro je motiv převzatý z mince 2 laty. Velký státní znak Lotyšska se vyskytuje na mincích 50, 20 a 10 centů a malý státní znak Lotyšska na mincích 5, 2 a 1 cent. Jelikož původně plánovaný námět dvoueurové mince nevhodně zasahoval do mezikruží, byl pro dvoueurovou minci nakonec zopakován námět lotyšské dívky v národním kroji objevující se na minci 1 €.
V lotyštině se nevyskytuje dvojhláska eu, a proto se euro v Lotyšsku píše eiro (viz Jazykové verze eura).

## Dvoueurové oběžné mince
Následující přehled zahrnuje 2€ pamětní mince vydané v letech 2014 až 2024.
1. 2014 – Riga – Evropské hlavní město kultury 2014
2. 2015 – společná série mincí států eurozóny – 30 let vlajky Evropské unie
3. 2015 – lotyšské předsednictví Radě EU
4. 2015 – ohrožený druh – čáp černý
5. 2016 – mlékárenství
6. 2016 – region Vidzeme
7. 2017 – region Kuronsko
8. 2017 – region Latgalsko
9. 2018 – region Zemgalsko
10. 2018 – Estonsko, Lotyšsko a Litva v roce 2018 společně vydaly pamětní eurominci s jednotným motivem na oslavu založení estonského státu a lotyšského státu a obnovení litevského státu.
11. 2019 – vycházející slunce – součást lotyšského státního znaku
12. 2020 – Latgalská keramika
13. 2021 – sté výročí mezinárodního uznání Lotyšska de iure
14. 2022 – společná série mincí států eurozóny – 35 let od zahájení programu Erasmus
15. 2022 – sté výročí banky Latvijas Banka – finanční gramotnost
16. 2023 – ukrajinská slunečnice
17. 2024 – tradiční slaměné ozdoby – puzuris